# Trboušany
Trboušany (in tedesco Pausche) è un comune della Repubblica Ceca facente parte del distretto di Brno-venkov, in Moravia Meridionale.